# Lizette Abraham

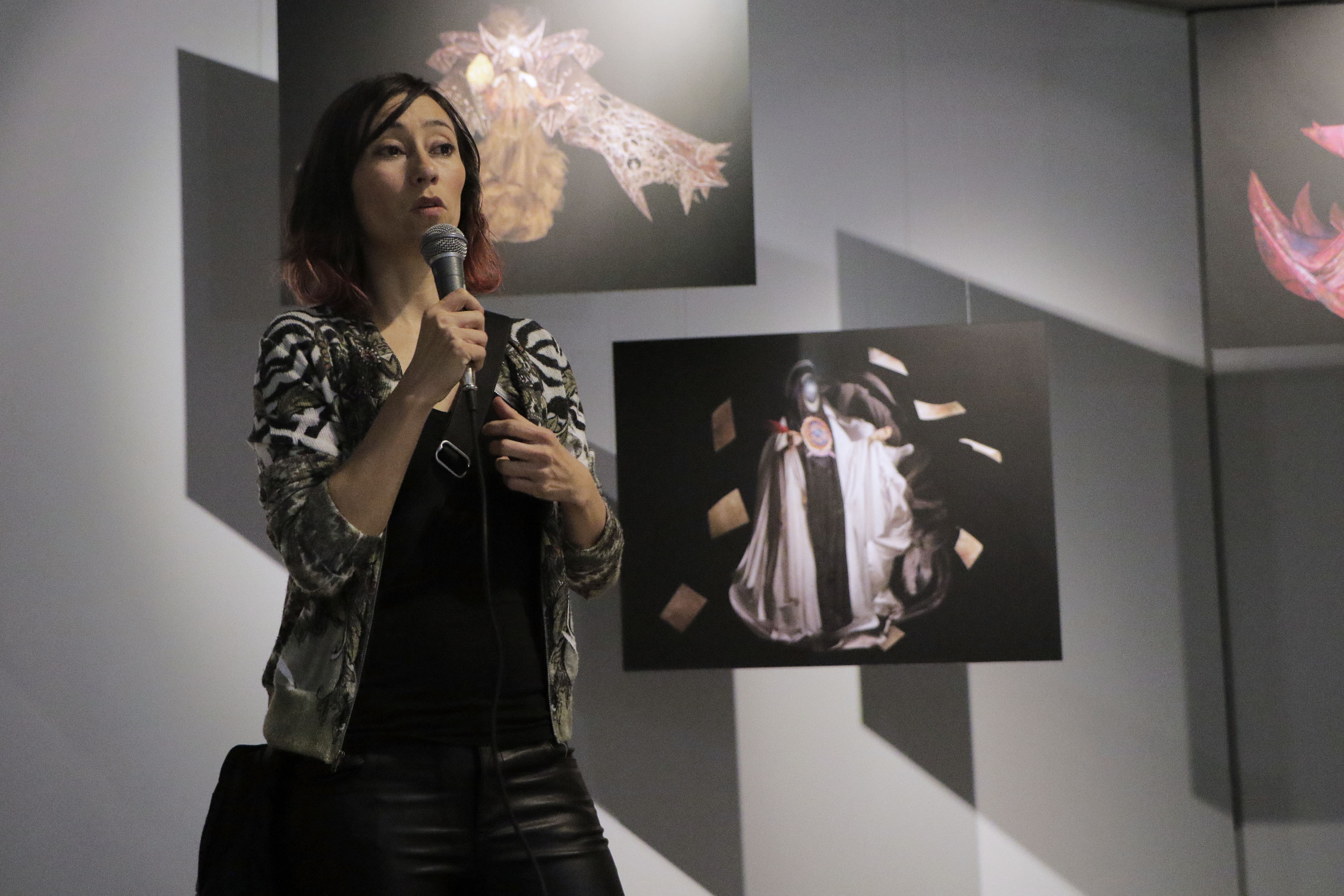
Lizette Abraham en el evento del Museo Nacional de la Revolución el Día Internacional de la Mujer.

Ana Lizette Abraham Palma (Mérida, Yucatán, 1982), más conocida como Lizette Abraham, es una artista contemporánea mexicana. Es licenciada en ciencias de la comunicación con maestría en diseño. Tiene experiencia en performance y fotografía construida, es decir, la elaboración de una imagen montada o elaborada previa e intencionalmente. La artista ubica su obra en la categoría de fotografía de autor.

## Biografía
Lizette Abraham es originaria de Mérida, ha vivido en San Luis Potosí y Ciudad de México. Su introducción en el performance fue con el uso de fuego y pirotecnia en las calles. Ha compartido series fotográficas y performances con su hermano Josué Abraham con quien formó el grupo Perfarmia. Éste era conformado por Josué, quien se especializó como comunicador visual y Lizette aunque uno de los propósitos de este grupo fue la búsqueda de gente temporal que aportara conocimientos para eventos multidisciplinarios.
Después de estudiar comunicación, se interesa por la fotografía y a su vez por temáticas referentes al arte de lo que la llevó a estudiar en múltiples cursos, diplomados y talleres. Tiene alrededor de diecisiete exposiciones individuales y cincuenta y seis colectivas a las cuales se incluyen premiaciones.
En 2012 se muda a la Ciudad de México, lo que pudo ser un factor importante para la apertura a nuevas temáticas como fueron los estudiantes desaparecidos de Ayotzinapa, la perspectiva de género, el feminicidio, la migración y la contaminación; tal como lo declaró en su entrevista para la revista Forum. Lizette Abraham considera su labor artística como portadora de una voz social.
Es parte de la Amnistía Internacional (AI), en donde acompaña movimientos culturales a través del performance y exposiciones con el deseo de llevar mensajes sobre mujeres migrantes, niños abusados y todo lo relativo a los derechos humanos.
Desde 2018 forma parte del colectivo Habitación Propia integrado por las artistas multidisciplinarias Cynthia Graps, Radharani Torres Lechuga, Musga Robles, Gabriela Colmenero, Laura Aranda y Fernanda Reyna. Conjuntamente han organizado tres exposiciones en la Ciudad de México tituladas Ars Goetia (2018), Habitación propia (2019), Mórfosis (2020).

## Obra
Mientras realizaba performance se dio cuenta de su acumulación de objetos como aparatos eléctricos, muebles, telas, máscaras, disfraces, entre otras cosas; estos le dieron la idea de reincorporarlos a un nuevo espacio: la fotografía. Así decide fusionar las disciplinas del performance y la fotografía, ya que el punto en que éstas convergen es su cuerpo como herramienta. Su producción artística se caracteriza por la utilización de telas, su propio cuerpo y la edición digital.
Sobre su proceso creativo, la artista dice:

Para trabajar primero boceteo, nunca me aviento al espacio, veo si quiero una foto larga o corta, cuando tengo ya la idea me aviento entonces espacio y monto, en ese mismo espacio reducido armo los diferentes escenarios que voy a empatar en la computadora. En ella hago un lienzo y meto todas las imágenes ya hechas y las empato. La iluminación es fundamental para lograr los empates, suena sencillo ¡pero es muuuy frustrante! porque a veces tengo que repetir y repetir en el mismo espacio hasta que salgan los empates y haya una continuidad en las imágenes, no es fácil pero como lo he trabajado mucho es algo que domino bien, En ese espacio reducido hago todos los paisajes y escenarios que quiero para la imagen completa.

Generalmente al hacer alguna fotografía cuenta únicamente consigo misma, siendo modelo, planeadora de la puesta en escena y encargada de la edición. Sobre la construcción de la escenográfica, la artista se adapta a espacios pequeños que pueden encontrarse en su hogar, desmontándolos y volviéndolos a montar.
Lizette Abraham trabaja temas intimistas, políticos y sociales. La auto-representación mediante la fotografía y el uso de ficción como medio de construcción resultan ser áreas de compromiso para su exploración artística. Realiza imágenes que simulan tener movimiento y también escenarios que parecen construidos dentro de grandes espacios y que afirma que envuelve en atmósferas surrealistas. Asegura que a través de fotografías refuerza sus ideas, donde en estas hay representaciones de metáforas visuales y tonalidades que pueden variar siendo en ocasiones oscuras y otras llenas de color. Su visión sobre una fotografía no remite a una imagen, sino a una puesta en escena. “Hay dos factores que le dan vida a esta puesta en escena; una es mi imaginación visual y, la otra, la exploración de mi cuerpo para construir esa idea”, expresa.
La artista también identifica su estilo estético como de los tapados  por el uso y experimentación recurrente de tela:

La tela es como una segunda piel, un tejido orgánico que puedo manipular a mi voluntad, dándole características visuales a través de la aplicación de texturas, colores, matices, volúmenes y formas. Mientras más empleo este material, encuentro mayores posibilidades para interpretar mis ideas. En ocasiones, cuando pienso en una idea, me sorprende que ésta ya está envuelta de tela en mi mente. La tela se ha adherido a la idea.

Lizette Abraham habla continuamente sobre una unificación sobre el performance y la imagen:

El performance es una forma de pensar las ideas con el cuerpo y la acción, una puerta dinámica que se abre para entender desde otras perspectivas la fotografía, la puesta en escena, el uso del cuerpo y la coreografía de la imagen.

## Lista de exposiciones[8]
| Título                         | Lugar                                                        | País           | Año  |
| ------------------------------ | ------------------------------------------------------------ | -------------- | ---- |
| “Cajas”                        | Galería Tataya, Mérida, Yucatán                              | México         | 2008 |
| “Transformaciones”             | Galería la Quilla, Mérida, Yucatán                           | México         | 2008 |
| “Al final del vacío”           | Galería In laketch, Mérida, Yucatán                          | México         | 2009 |
| “Mothernidad”                  | Centro Cultural José Martí, Mérida, Yucatán                  | México         | 2010 |
| «The strange world of Lizette» | La Salle Art G. S Pedro, CA.                                 | Estados Unidos | 2011 |
| «Contemporary Photography»     | Museo Latino O, Nebraska                                     | Estados Unidos | 2016 |
| “Imaginarios en resistencia”   | CCRE, Estado de México                                       | México         | 2017 |
| “Imaginarios en resistencia”   | CCM Bicentenario, Texcoco                                    | México         | 2018 |
| “Imaginarios en resistencia”   | Faro Indios Verdes, Ciudad de México                         | México         | 2018 |
| "Cazadoras de astros"          | Museo Nacional de la Revolución, Ciudad de México            | México         | 2018 |
| "Imaginarios en resistencia"   | Faro de oriente, Ciudad de México                            | México         | 2018 |
| "Imaginarios en resistencia"   | Soho Galleries, Mérida, Yucatán                              | México         | 2018 |
| "Imaginarios en resistencia"   | Metro Zaragoza, Ciudad de México                             | México         | 2018 |
| "Tejidos imaginarios"          | Universidad Autónoma del Estado de Hidalgo, Pachuca, Hidalgo | México         | 2019 |
| "Tejidos imaginarios"          | Galería J. Clemente Orozco, Ciudad de México                 | México         | 2019 |
| "Tejidos imaginarios"          | Fondo de Cultura Económica G. García Márquez, Bogotá         | Colombia       | 2019 |
| "Oníricas"                     | Sala de exposiciones C. Médico Siglo XXI, Ciudad de México   | México         | 2019 |

| Nombre                                               | Lugar                                                                      | País           | Año  |
| ---------------------------------------------------- | -------------------------------------------------------------------------- | -------------- | ---- |
| "50 x 50"                                            | Alianza Francesa, Mérida, Yucatán                                          | México         | 2005 |
| Exposiciones trimestrales                            | Museo Macay, Mérida, Yucatán                                               | México         | 2007 |
| "Perceptions"                                        | Galería la Quilla, Mérida, Yucatán                                         | México         | 2007 |
| "Mujeres en tacones"                                 | Mayam Pup. Mérida, Yucatán                                                 | México         | 2007 |
| Inauguración                                         | Museo de la Ciudad, Mérida, Yucatán                                        | México         | 2008 |
| "Fémina"                                             | Museo de la Ciudad, Mérida, Yucatán                                        | México         | 2008 |
| «Encuentro con la imagen»                            | Peón Contreras, Mérida, Yucatán                                            | México         | 2008 |
| «Homenaje a Roy Sobrino»                             | La Quilla. Mérida, Yucatán                                                 | México         | 2008 |
| «G. Tuperwere»                                       | Universidad Interamericana Norte, Mérida, Yucatán                          | México         | 2008 |
| “Diversidades”                                       | Museo de la Ciudad, Mérida, Yucatán                                        | México         | 2008 |
| “El Macay recibe a la Plástica Nacional”             | Mérida, Yucatán                                                            | México         | 2009 |
| "Día de la mujer"                                    | P. Plaza Grande, Mérida, Yucatán                                           | México         | 2009 |
| "Encuentro con las mujeres"                          | Museo de la Ciudad, Mérida, Yucatán                                        | México         | 2009 |
| "Entre el cielo y la Tierra"                         | G. José Peón Contreras, Mérida, Yucatán                                    | México         | 2009 |
| Aniversario. Combi Colectiva                         | Galería Mérida. Mérida, Yucatán                                            | México         | 2009 |
| “Ellas crean”                                        | Parque de las Américas, Mérida, Yucatán                                    | México         | 2010 |
| «El arte de morir» Grupo rizoma                      | Pichetas, Mérida, Yucatán                                                  | México         | 2010 |
| “Y tú qué ves”                                       | Museo de la Ciudad, Mérida, Yucatán                                        | México         | 2011 |
| «Séptimo Encuentro de Creadoras Potosinas»           | Centro de las Artes, San Luis Potosí                                       | México         | 2011 |
| «Festival Internacional de la Imagen»                | FINI, Pachuca, Hidalgo                                                     | México         | 2012 |
| «Festival de fotografía»                             | Portafolio, exhibición de trabajos seleccionados. Ciudad de México         | México         | 2012 |
| «Fotógrafos potosinos»                               | Parque Morales, San Luis Potosí                                            | México         | 2012 |
| 1.ª Bienal Héctor García                             | Ciudad de México                                                           | México         | 2013 |
| “Soy mujer y mis derechos van donde yo voy”          | Amnistía Internacional, Ciudad de México                                   | México         | 2013 |
| «Ilustración y Fotografía»                           | Xilitla, San Luis Potosí                                                   | México         | 2013 |
| «Tribuna Libre»                                      | Club Fotográfico de México, Ciudad de México                               | México         | 2013 |
| “Feria Art Fire”                                     | Ciudad de México                                                           | México         | 2013 |
| “Art room talent”                                    | Ciudad de México                                                           | México         | 2013 |
| “Expomujer”                                          | Ciudad de México                                                           | México         | 2014 |
| “Havre”                                              | Ciudad de México                                                           | México         | 2014 |
| «Espectrum»                                          | Feria Art Basel, Miami                                                     | Estados Unidos | 2014 |
| “Phylum Taxonomia del arte”                          | Galería Chacon, Campeche                                                   | México         | 2015 |
| “Soy mujer y mis derechos van donde yo voy”          | Benemérita Universidad Autónoma de Puebla, Puebla                          | México         | 2015 |
| “Bienal de fotografía construida”                    | Biblioteca central, Museo Nacional de Colombia Bogotá                      | Colombia       | 2015 |
| “Cuerpo Denso”                                       | BUAP. Extensión y Difusión de la Cultura. Galería Jiménez de las C. Puebla | México         | 2015 |
| «Disidente corpóreo»                                 | F. Fvisión. G. Teresa Caballero. San Luis Potosí                           | México         | 2015 |
| “Arte vivo 10 años”                                  | Museo de Arte Moderno, Ciudad de México                                    | México         | 2015 |
| “Lentefem-3”                                         | Casa de Cultura Tlalpan, Ciudad de México                                  | México         | 2016 |
| «Festival Internacional de la Imagen»                | FINI                                                                       | México         | 2016 |
| “Contexturas”                                        | G. Gaydu (Francia) Cultura Co. Ciudad de México                            | México         | 2016 |
| “Noname”                                             | Museo Rufino Tamayo, Ciudad de México                                      | México         | 2016 |
| “12 registros”                                       | ISEM Instituto Superior de Especialidades Monterrey, Nuevo León            | México         | 2016 |
| “Jóvenes artistas”                                   | Museo de la Ciudad, Mérida, Yucatán                                        | México         | 2017 |
| “Travel Leisure” 100 años G. Cultura Colectiva       | Ciudad de México                                                           | México         | 2017 |
| «New Creators Ex.»                                   | G. Knoth & Krüger Noox, Berlín                                             | Alemania       | 2917 |
| “Nasty Woman”                                        | Museo Memoria y Tolerancia, Ciudad de México                               | México         | 2017 |
| “Tercer concurso de fotografía contemporánea”        | FUMCA, Nuevo León                                                          | México         | 2017 |
| «Mujeres movimiento y perspectiva»                   | Enrejado principal de Bellas Artes, Mérida, Yucatán                        | México         | 2018 |
| «FOCOmx» Tercer Concurso de Fotografía Contemporánea | Foto Museo Cuatro Caminos, Ciudad de México                                | México         | 2018 |
| “Disidencia colectiva”                               | Galería Vórtice. Roma Norte, Ciudad de México                              | México         | 2018 |
| “Disidentes”                                         | Conjunto Cultural Tepalcatlalpan Xochimilco, Ciudad de México              | México         | 2019 |
| “No es una galería”                                  | Feria de vinos y quesos, escenografía y obra, Querétaro                    | México         | 2019 |
| “Mexicanas al grito de guerra”                       | Festival Decrépito, Guanajuato                                             | México         | 2019 |